# Stylidium hispidum
Stylidium hispidum är en tvåhjärtbladig växtart som beskrevs av Lindley. Stylidium hispidum ingår i släktet Stylidium och familjen Stylidiaceae. Inga underarter finns listade i Catalogue of Life.

## Bildgalleri

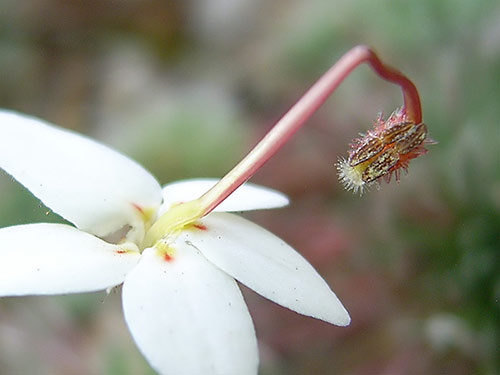